# 天全斑叶兰
天全斑叶兰（学名：Goodyera wuana）为兰科斑叶兰属下的一个种。

## 扩展阅读
維基物種上的相關：天全斑叶兰